# Fabienne Humm
Fabienne Valérie Humm (Zúrich, 20 de diciembre de 1986) es una futbolista suiza. Juega como centrocampista en el FC Zürich de la Superliga Femenina de Suiza. Es internacional con la selección de Suiza.
Referente histórica del FC Zürich, ha ganado 9 ligas y 7 copas suizas desde sus inicios en el club en 2009.

## Trayectoria
Humm jugó para el FC Windisch y el FC Sursee en su juventud. En el verano de 2009, se trasladó del FC Schlieren al reciente campeón FC Zürich, equipo con el dominaría la Superliga Femenina suiza en casi todas sus ediciones, así como también la Copa de Suiza.
Con el equipo suizo, Humm disputó todas las ediciones de la Liga de Campeones del 2012-13 al 2017-18, siendo eliminada en primera ronda en el primer año y en los años siguientes en octavos de final. En la edición 2014-15 fue la tercera mejor goleadora con un total de 8 goles, junto a Ewa Pajor.

## Selección nacional
Humm debutó el 26 de mayo de 2012 en la selección mayor de Suiza en una victoria 1-0 ante Irlanda y pudo clasificarse para la Copa del Mundo de 2015 por primera vez. El 12 de junio de 2015 marcó el hat-trick más rápido en un mundial femenino en la victoria por 10-1 ante Ecuador, anotando 3 goles en 5 minutos, y superando el récord anterior de 8 minutos establecido por la japonesa Mio Ōtani en 2003.
Tras participar de la Eurocopa 2017 anunció su retiro de la selección nacional. Sin embargo, dos años más tarde, se dejó convencer por el nuevo seleccionador nacional Nils Nielsen para volver al equipo. El 3 de septiembre de 2019 volvió a ser titular en el encuentro contra Lituania, anotando el 2-0.
Compitió en la Eurocopa de 2022 en Inglaterra y se clasificó para la Copa del Mundo de 2023 tras marcar el 2-1 decisivo contra Gales en el último minuto de la prórroga en la Clasificación de UEFA para el Mundial de 2023.

## Estadísticas

### Clubes
| Club         | País  | Año             |
| ------------ | ----- | --------------- |
| FC Schlieren | Suiza | 2006 - 2009     |
| FC Zürich    | Suiza | 2009 - presente |

## Palmarés

### Títulos nacionales
| Título             | Club      | País  | Año  |
| ------------------ | --------- | ----- | ---- |
| Superliga de Suiza | FC Zürich | Suiza | 2010 |
| Superliga de Suiza | FC Zürich | Suiza | 2012 |
| Copa de Suiza      | FC Zürich | Suiza | 2012 |
| Superliga de Suiza | FC Zürich | Suiza | 2013 |
| Copa de Suiza      | FC Zürich | Suiza | 2013 |
| Superliga de Suiza | FC Zürich | Suiza | 2014 |
| Superliga de Suiza | FC Zürich | Suiza | 2015 |
| Copa de Suiza      | FC Zürich | Suiza | 2015 |
| Superliga de Suiza | FC Zürich | Suiza | 2016 |
| Copa de Suiza      | FC Zürich | Suiza | 2016 |
| Superliga de Suiza | FC Zürich | Suiza | 2018 |
| Copa de Suiza      | FC Zürich | Suiza | 2018 |
| Superliga de Suiza | FC Zürich | Suiza | 2019 |
| Copa de Suiza      | FC Zürich | Suiza | 2019 |
| Superliga de Suiza | FC Zürich | Suiza | 2022 |
| Copa de Suiza      | FC Zürich | Suiza | 2022 |

### Distinciones individuales
| Distinción                                | Años                               |
| ----------------------------------------- | ---------------------------------- |
| Máxima Goleadora de la Superliga de Suiza | 2013-14, 2015-16, 2018-19, 2021-22 |